# Red Owens
James L. "Red" Owens (2 de setembro de 1925 — 11 de outubro de 1988) foi um jogador norte-americano de basquete profissional que disputou duas temporadas na National Basketball Association (NBA). Foi escolhido pelo Washington Capitols na segunda rodada do draft da BAA (hoje NBA) em 1949.